# Dicranum expallidum
Dicranum expallidum är en bladmossart som beskrevs av Stirton 1897. Dicranum expallidum ingår i släktet kvastmossor, och familjen Dicranaceae. Inga underarter finns listade i Catalogue of Life.